# Usine Dacia de Pitești

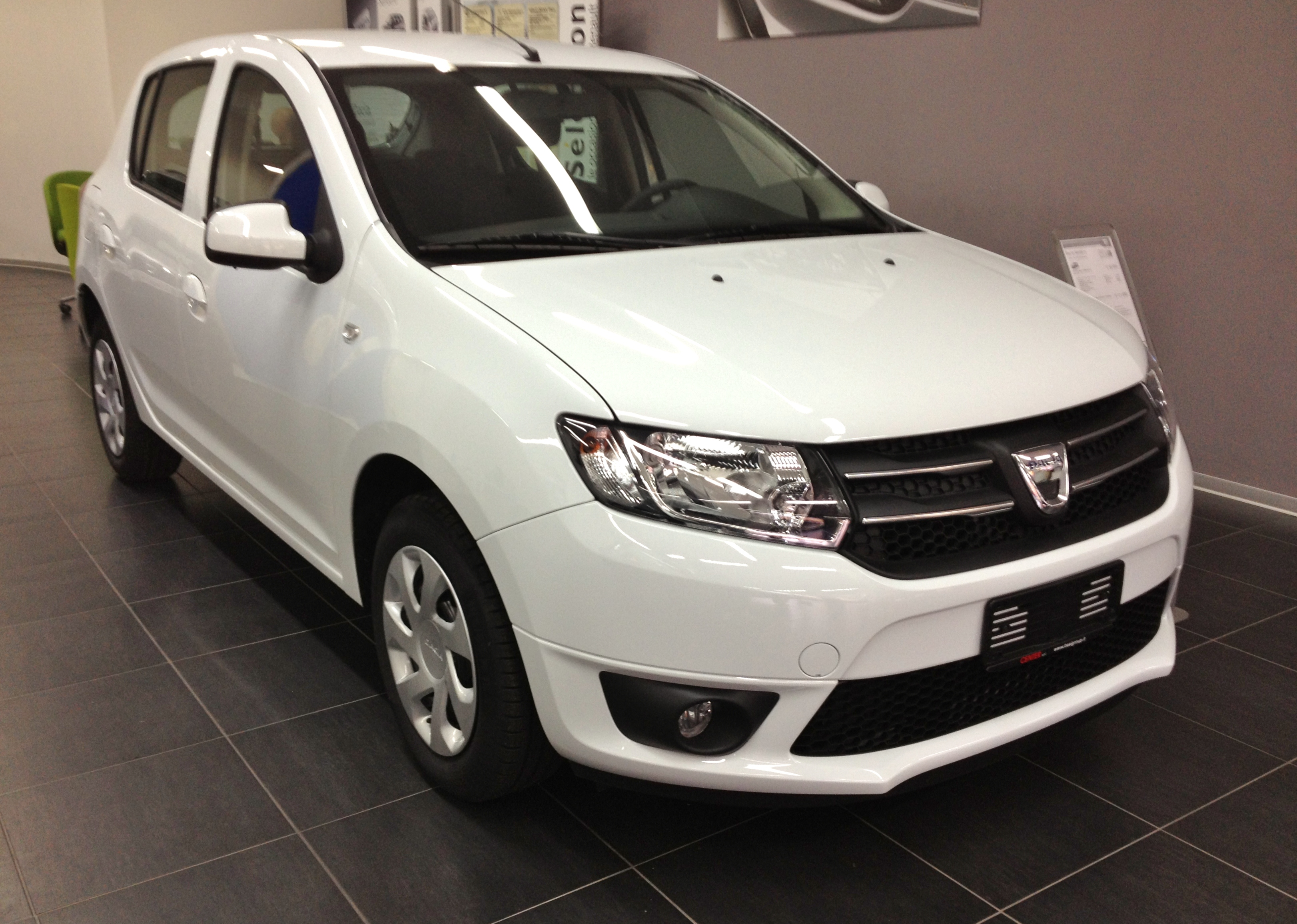
La Dacia Sandero II produite dans cette usine

L'usine Dacia de Pitești, située à Mioveni, est construite en Roumanie au temps de la guerre froide où furent longtemps assemblées des variantes de la Renault 12 (la Dacia 1300).
Le 18 janvier 2022, Dacia annonce avoir passé le cap des 7 millions de véhicules produits depuis 1968.

## Histoire
L'usine d'État est rachetée par le groupe Renault en 1999 pour y construire un modèle à bas coût, la Dacia Logan .
Depuis septembre 2007, la capacité de production a crû de 40 véhicules par heure à 60 véhicules par heure, soit 1300 véhicules par jour qui sont des Logan et depuis début 2008 des Dacia Sandero.
Après une sévère décroissance, l’usine a recruté depuis le succès de la Logan et compte 8 900 personnes en 2008 (dont 29 % sont des femmes) ; 2 773 personnes embauchées en 2007 et 734 en 2008. Le taux d’automatisation y est très faible, 98 % des points de soudures étant réalisés à la main contre presque aucun en Europe de l’Ouest, le faible coût de la main d'œuvre ne justifiant pas les investissements nécessaires.
Le site de Pitestiest doté d'une usine de mécanique d'importance majeure pour le groupe (avec Cléon, Le Mans) qui fabrique deux types de boîtes de vitesses et trois moteurs. 
Un centre logistique a été créé en 2005 pour expédier des collections de pièces et de composants mécaniques vers les six autres sites de production de Logan (Russie, Maroc, Colombie, Brésil, Iran, Inde et bientôt l’Afrique du Sud).
L'usine Dacia a connu, en 2008, une grève de trois semaines qui a permis aux salariés d'obtenir des hausses de salaires de 28 % pour les ouvriers (15 % pour les techniciens et cadres) .
Depuis 1999, Renault a investi plus de 1.5 milliards d'euros dans l'usine de Mioveni pour répondre à la demande de véhicules qui a plus que quintuplé. En 2018, l'usine dispose de robots collaboratifs, de chariots autonomes (robot type AGV ou Véhicule à Guidage Automatique), de Wi-Fi globalisé, de traçage des pièces ou encore de suivi de la production en temps réel sur tablette, faisant de l'usine de Mioveni une usine 4.0. Les AGV (Automatic Guided Vehicles) sont au nombre de 118. Parcourant plus de 30 km par jour, ces chariots entièrement autonomes assurent une meilleure fluidité de la production et augmentent la sécurité des collaborateurs. Par ailleurs, les robots de montage, les presses et centres d’usinage peuvent anticiper certaines pannes, grâce à la maintenance préventive, en étant connectés via des capteurs. Depuis 2016, des AGV apportent le kitting qui consiste à regrouper des composants destinés à être assemblés.
En janvier 2022, l'usine fête ses 7 millions de véhicules produits.

## Renault Technologie Roumanie
En 2007, un centre régional d'ingénierie a ouvert ses portes à Bucarest, sous la dénomination Renault Technologie Roumanie (abrégé RTR). Il comptait 1700 ingénieurs fin 2007, et ce chiffre est d'environ 2 300 fin 2010. Le but de ce centre est de créer une plateforme technique de développement des projets dérivés de la Dacia Logan, et destinés aux marchés d'Europe centrale et d'Europe de l'Est, de Turquie, de Russie et d'Afrique du Nord. Sorin Bușe a remplacé Philippe Prével à la direction du RTR le 1er octobre 2010.
Le projet, estimé à 450 millions d'euros, est à l'heure actuelle réparti sur trois endroits : 
1. Bucarest, qui regroupe le studio de design ainsi qu'une partie des bureaux d'études
2. Pitesti (Mioveni), qui apporte une assistance à l'usine mécanique et qui comporte un certain nombre de moyens d'essais. Pitesti est par ailleurs le second site de crash test du groupe avec 150 tirs par an[8].
3. Titu, nouveau centre ouvert en septembre 2010, va accueillir progressivement la majorité des activités du RTR.

### Centre Technique de Titu
Le Centre Technique de Titu (CTR) a été inauguré officiellement en septembre 2010. Il devra à l'horizon 2015 regrouper la majorité des activités d'ingénierie des centres de Pitesti et Bucarest. L'investissement total pour ce centre est actuellement évalué à 500 millions d'euros. Il vient en complément des centres techniques français d'Aubevoye et de Lardy. Il s'étend sur 350 ha et comprend entre autres :
- 10 types de pistes d'une longueur totale de 32 km, dont un anneau de vitesse
- Des bancs d'essais à rouleaux, ainsi que des bancs de tests moteurs
- Une salle anéchoïque, la plus grande en Europe de l'Est, pour les essais acoustiques
- L'ensemble des moyens d'essais de simulation de type Hardware-in-the-loop (HIL), pour le groupe Renault.